# ورابچا
ورابچا (به لاتین: Vrabcha) یک منطقهٔ مسکونی در بلغارستان است که در Tran Municipality واقع شده‌است. ورابچا ۵۱ نفر جمعیت دارد و ۸۸۳ متر بالاتر از سطح دریا واقع شده‌است.